# Poprusevți, Veliko Tărnovo
Poprusevți (în bulgară Попрусевци) este un sat în comuna Elena, regiunea Veliko Tărnovo,  Bulgaria. 

## Demografie
Componența etnică a satului Poprusevți
     Bulgari (90,9%)
     Nicio identificare (9,09%)
     Altele (0%)
La recensământul din 2011, populația satului Poprusevți era de 11 locuitori. Din punct de vedere etnic, majoritatea locuitorilor (90,9%) erau bulgari. Pentru 9,09% din locuitori nu este cunoscută apartenența etnică.